# Amado Juri
Amado Nicomedes Juri (Bella Vista (Tucumán), 1916 - San Miguel de Tucumán, 14 de octubre de 2000) fue un político  argentino, que ejerció como gobernador de la provincia de Tucumán entre 1973 y 1976.

## Biografía
Era descendiente de inmigrantes sirios, y tenía una mediana explotación azucarera en el centro de su provincia natal. Era miembro de la iglesia ortodoxa siria.
La trayectoria de Juri en la función pública se inició en la década de 1950, cuando fue jefe de Policía de la primera gobernación de su cuñado, Pedro Fernando Riera, durante la presidencia de Juan Domingo Perón. En los años siguientes tuvo alguna actuación política en el entorno del exgobernador, aunque no participó en la resistencia peronista de los años 1960; a fines de esa década fue nombrado "delegado normalizador" del Partido Justicialista por Daniel Paladino, posiblemente por orden de Perón. Acompañó a Perón en su regreso al país en 1973.
Fue elegido gobernador de su provincia en 1973, por el Frente Justicialista de Liberación. Su gobierno se vio jaqueado por las huelgas de cañeros y obreros de la industria azucarera y por la continua acción guerrillera de varios grupos, especialmente del ERP (Ejército Revolucionario del Pueblo). Durante su mandato fueron asesinados en Tucumán los oficiales Humberto Viola y Argentino del Valle Larrabure.
A principios de 1975, el gobernador Juri apoyó la iniciación del Operativo Independencia, con que el Ejército Argentino atacó al ERP, pero que también hizo sentir su efecto represivo sobre cualquier grupo que el general Acdel Vilas considerara cercano a la "subversión", incluso varios colaboradores de Juri. En la práctica, los militares ignoraron la autoridad del gobernador y de la presidenta María Estela Martínez de Perón, y operaron con sus propias reglas y siguiendo sus propios objetivos.
El 24 de marzo de 1976 fue depuesto y arrestado por el general Bussi, jefe del Operativo Independencia. Tras su derrocamiento, permaneció varios meses preso en Tucumán, por orden de Bussi, que ocupó el cargo de gobernador. Varios de sus colaboradores fueron desaparecidos. Más tarde, Juri fue trasladado a la Cárcel de Villa Devoto. Fue liberado en los últimos días de 1978.
Durante la segunda mitad de los años 1990 fue presidente del Partido Justicialista de su provincia. En 1996 solicitó a la Legislatura tucumana el procesamiento del gobernador Bussi por la comisión de delitos relacionados con la quiebra de una empresa azucarera.
En 1997 fue elegido diputado nacional por su provincia; desde ese cargo solicitó y obtuvo la declaración de "inhabilidad moral" de Bussi para ocupar el cargo de diputado nacional.
Tras una larga enfermedad que le produjo una hemorragia digestiva, falleció en la capital tucumana en octubre de 2000, a los 84 años de edad. Su sobrino Fernando Juri Debo fue Defensor del Pueblo de Tucumán y su hijo Fernando Juri, fue vicegobernador de la Provincia de Tucumán entre 2003 y 2007.